# اوهولیتشکی
اوهولیتشکی (به چکی: Úholičky) یک منطقهٔ مسکونی در جمهوری چک است که در شهرستان پراگ-غرب واقع شده‌است.